# Mongolbuskskvätta
Mongolbuskskvätta (Saxicola insignis) är en fåtalig och hotad asiatisk fågel i familjen flugsnappare inom ordningen tättingar.

## Kännetecken

### Utseende
Denna art är en relativt stor buskskvätta med en kroppslängd på 17 cm. Hanen har vitt på strupe och halssidor. Den har även vita handpennetäckare, en vit handbasfläck samt vitt på inre mellersta och större täckarna och längst in på tertialer och armpennor. Vidare är fjädrarna svarta på hjässa, örontäckare och mantel med rostbruna kanter. Undersidan är rostorange, mot buken ljusare.
Honan har beigefärgat ögonbrynsstreck, blek strupe och beigefärgad hjässa och mantel. Liknande vitgumpad buskskvätta är mindre, har mörk strupe och saknar de vita handpennetäckarna och vita handbasfläcken.

### Läte
Locklätet är ett metalliskt "teck-teck". Sången har inte dokumenterats.

## Utbredning och systematik
Mongolbuskskvättan häckar på alpina eller subalpina ängar i Mongoliet och närliggande områden i Ryssland. Vintertid flyttar den till norra Indien. Den behandlas som monotypisk, det vill säga att den inte delas in i några underarter.

## Levnadssätt
Mongolbuskskvättan häckar från juni i bergsbelägna ängar och buskmarker på mellan 2100 och 3100 meters höjd. I övervintringsområdet påträffas den mellan oktober och maj i både fuktiga och torra gräsmarker, vassbältet och tamarisk utmed floder, men även i odlade sockerrörsfält, i öppen terräng under 250 meters höjd. Fågeln lever av insekter och deras larver.

### Familjetillhörighet
Buskskvättorna ansågs fram tills nyligen liksom bland andra stenskvättor, stentrastar, rödstjärtar vara små trastar. DNA-studier visar dock att de är marklevande flugsnappare (Muscicapidae) och förs därför numera till den familjen.

## Status och hot
Mongolbuskskvättan är en fåtalig art med en uppskattad världspopulation på högst 10.000 vuxna individer. Den minskar dessutom i antal till följd av habitatförlust i övervintringsområdet orsakad bland annat av utdikning, omvandling till jordbruksmark, för hårt bete, och översväming. Internationella naturvårdsunionen IUCN kategoriserar därför arten som sårbar.